# Karl Spalcke (General)
Karl Emil Spalcke (* 28. November 1891 in Dresden; † 1. Juni 1967 in Bensberg) war ein deutscher Generalmajor der Wehrmacht.

## Leben
Karl Spalcke war das einzige Kind des Druckereifaktors Alexander Spalcke und seiner Frau Elisabeth, geb. Lochas.
Karl Spalcke studierte ab dem Wintersemester 1912/13 bis zum Sommersemester 1914 an der Universität Berlin Staatswissenschaften und Medizin. Seit 1913 gehörte er der Berliner Burschenschaft Arminia an. Ab dem 2. August 1914 kämpfte er als Kriegsfreiwilliger im Reserve-Husaren-Regiment 9 und wurde am 2. September 1915 zum Leutnant d. R. befördert. Am 15. Mai 1917 wurde er als Leutnant mit Patent vom 22. März 1914 im Infanterie-Regiment 44 aktiviert.
Nach dem Krieg wurde er in die Reichswehr übernommen und hier am 1. April 1923 Oberleutnant. Vom 6. Juli 1929 bis 20. September 1929 war er als Hauptmann (Beförderung am 1. April 1928) in das Reichswehrministerium kommandiert.
Im WS 1921/22 setzte er sein Studium, nun an der Universität Königsberg fort, und blieb hier bis zum WS 1922/23. Im SS 1930 war er an der Universität Tübingen eingeschrieben. Hier promovierte er im gleichen Jahr bei Professor Eduard Lukas mit dem Thema Die Diktatur des Proletariats bei Kautsky und Lenin.
Ab 1. Juni 1933 war er im Reichswehrministerium in der Abteilung T 3 (Fremde Heere Ost). Hier wurde er am 1. Februar 1935 zum Major befördert. Hier wurde er Russlandreferent. Von dieser Position wurde er wegen kritischer Einstellung gegenüber Hitlers UdSSR-Politik abgelöst. Am 1. Oktober 1937 wurde er Oberstleutnant und wurde Kommandeur des 1. Bataillons des 3. Infanterie-Regiments. Vom 22. Mai 1938 bis 4. Juni 1938 war er kurz zur Litauischen Armee abkommandiert, übernahm dann aber wieder das Kommando über das 1. Bataillon des 3. Infanterie-Regiments. Ab 17. September 1940 war er im Stab der 3. Armee.
Ende 1940 wurde im Rahmen der Deutschen Heeresmission in Rumänien eine Militärmission des Heeres zusammengestellt. Diese Wehrwirtschaftsmission Rumänien wurde unter die Führung von Spalcke gestellt. Am 1. Oktober 1940 wurde er Oberst. Vom 1. November 1940 bis zum Frühjahr 1942 führte er die Wehrwirtschaftsmission Rumänien. Ab 25. Dezember 1940 war er zusätzlich Vertreter des Militärattachés an der deutschen Gesandtschaft in Bukarest. Vom 15. Oktober 1941 bis zum Ende des Bündnisses mit Rumänien 22. August 1944 war er dann Militärattaché. In dieser Position wurde er am 11. November 1943 Generalmajor. Er wurde u. a. mit dem Eisernen Kreuz 1. Klasse und dem Halskreuz mit Stern des Kronenordens von Rumänien ausgezeichnet.
Spalcke kam ab 3. September 1944 in sowjetische Kriegsgefangenschaft und wurde als Kriegsverbrecher in Gefängnissen in Moskau und Wladimir inhaftiert. Zuletzt war er im Kriegsgefangenenlager Woikowo. Er wurde mehrfach verhört, weil er in seiner Reichswehrzeit Kommandeure der Roten Armee in Deutschland betreut hatte, die an Generalstabskursen in Berlin teilnahmen. Diese Offiziere wurden auch Opfer der Säuberungswelle Stalins und sollten, nachdem sie durch Stalin als vermeintliche Landesverräter hingerichtet worden waren, nach dem Krieg durch die Aussagen der Deutschen nachträglich belastet werden. Seiner Aussage, dass die sowjetischen Offiziere keine vertraulichen Informationen weitergaben, wurde kein Glauben geschenkt. Ab März 1945 waren auch seine Frau und sein Sohn als „sozialgefährliche Elemente“ bis Dezember 1953 in sowjetischer Gefangenschaft. Am 10. Oktober 1955, das Kriegsgefangenenlager Woikowo war aufgelöst worden, wurde Spalcke sen. aus der Kriegsgefangenschaft entlassen und wohnte ab 1956 als Spätheimkehrer in Bensberg.
Er war mit Elisabeth Charlotte, geb. Woede, verheiratet. Ihr Sohn war der spätere Diplomat Karl Spalcke (1931–2020).

## Werke (Auswahl)
- Sowjetrussland. In: Kriegswirtschaftliche Jahresberichte 1936, Hamburg.
- Gespräche in Moskau. Die Reichswehr und die Rote Armee im Jahre 1936. In: Die Gegenwart, Jahrgang 13 (1958), Nr. 315, S. 398–400.
- Der Fall Tuchatschewski. Die Wehrmacht, die Rote Armee und die „große Säuberung“. In: Die Gegenwart, Jahrgang 13 (1958), Nr. 304, S. 47.